# 帕皮阿门托语
帕皮阿门托语（在阿鲁巴稱為Papiamento，在博奈尔和库拉索則稱為Papiamentu），又译帕皮亚门托语，是通行于荷屬加勒比地區阿鲁巴岛、博奈尔岛和库拉索岛三座島嶼的一种克里奥尔语，也是这三座岛的官方语言之一。
其词汇受西班牙语和葡萄牙语的影响最深，大约有60%，另外有约25%的词汇来自荷兰语，剩下的词汇受非洲语言和阿拉瓦克语影响。